# Ferrari F80
Ferrari F80 är en sportbil som den italienska biltillverkaren Ferrari presenterade i oktober 2024.
F80 är Ferraris senaste superbil i linje med företrädare som Enzo och LaFerrari. Förbränningsmotorn är hämtad från den Le Mans-vinnande sportvagnsprototypen 499P. Den kompletteras med två elmotorer på framaxeln samt en på bakaxeln. Tillsammans levererar de en systemeffekt på 1 200 hk. 
Ferrari planerar att bygga 799 exemplar med första leverans till kund i slutet av 2025. Priset ligger på €2 900 000 exklusive lokala skatter och samtliga exemplar är redan sålda.

## Tekniska data
| Tekniska data                  | Ferrari F80                                                           |
| ------------------------------ | --------------------------------------------------------------------- |
| Motor:                         | 6-cylindrig 120° V-motor med dubbelturbo                              |
| Cylindervolym:                 | 2992 cm³                                                              |
| Borrning x slaglängd:          | 88 x 82 mm                                                            |
| Kompression:                   | 9,5:1                                                                 |
| Max effekt vid varvtal:        | 900 hk vid 9 250 v/min                                                |
| Max vridmoment vid varvtal:    | 850 Nm vid 5 500 v/min                                                |
| Hybridsystem:                  | 2 st elmotorer på framaxeln, 208 kW + 1 st elmotor på bakaxeln, 60 kW |
| Max systemeffekt:              | 1 200 hk                                                              |
| Max systemvridmoment:          |                                                                       |
| Ventilstyrning:                | Dubbla överliggande kamaxlar per cylinderrad, 4 ventiler per cylinder |
| Bränslesystem:                 | Direktinsprutning                                                     |
| Växellåda:                     | 8-växlad växellåda med dubbelkoppling                                 |
| Bromsar:                       | Keramiska skivbromsar                                                 |
| Hjulupphängning fram & bak:    | Dubbla tvärlänkar                                                     |
| Chassi & kaross:               | Kolfiberchassi med kompositkaross.                                    |
| Däck:                          |                                                                       |
| Hjulbas:                       | 2665 mm                                                               |
| L x B x H:                     | 4840 x 2060 x 1138 mm                                                 |
| Torrvikt:                      | 1525 kg                                                               |
| Acceleration 0 – 100 km/h:     | 2,15 s                                                                |
| Acceleration 0 – 200 km/h:     | 5,75 s                                                                |
| Toppfart:                      | 350 km/h                                                              |
| Bränsleförbrukning per 100 km: |                                                                       |
| CO2-utsläpp per km:            |                                                                       |